# Eugène Pirou
Louis Eugène Pirou (Tubœuf, Orne, 26 de setembre de 1841 - Chaville, Seine-et-Oise, 30 de setembre de 1909) va ser un fotògraf i cineasta francès.

## Biografia

### La fotografia
Com a fotògraf, Eugène Pirou és conegut pels seus retrats de celebritats i per haver fotografiat els esdeveniments de la Comuna de París.
Va tenir diversos tallers a París: al número 1 del boulevard Saint-Germain cap al 1864-1865, després al número 3 al mateix carrer cap al 1876 i, a partir de 1880 a 1923, un estudi al número 5 del mateix carrer i després un altre durant un temps al número 23 de la  rue Royale, en els anys 1900, en una sala en desús de les Missions Evangèliques.
El 1889, va vendre el taller de rue Royale a Arthur Herbert amb permís per utilitzar el seu nom. Aquest últim el va vendre el 1898 als germans Georges i Oscar Mascré, però aquests exploten il·legalment la notorietat de Pirou contra la seva voluntat, signant les seves fotos Eugène Pirou, publicant anuncis falsosi mantenint la confusió, de manera que Pirou els munta un plet però perd, i només obté la menció obligatòria de Pirou, Mascré successeur. Posteriorment, Oscar Mascré va continuar mantenint la confusió creant un taller "Otto-Pirou" en el qual Otto Wegener (mort el 1924) tampoc no hi tenia res a veure.
La seva primera dona va morir el 1881, la seva segona esposa el gener de 1899.

### El cinematògraf
Amic d'Antoine Lumière i de Clément Maurice, Pirou es va interessar activament en la cinematografia emergent. A partir de l'estiu de 1896, va comprar material i va fer que el seu empleat Albert Kirchner filmés diversos esquetxos o esdeveniments parisencs, després va organitzar projeccions del « Cinématographe Eugène Pirou » als soterranis del café de la Paix, place de l'Opéra a París.
És conegut per haver explotat una de les primeres pel·lícules eròtiques l'any 1896 (Le Coucher de la mariée, d'Albert Kirchner),així com una pel·lícula sobre la visita del tsar Nicolau II de Rússia a París el 1897.

## Obra

Fotografies d'Eugène Pirou
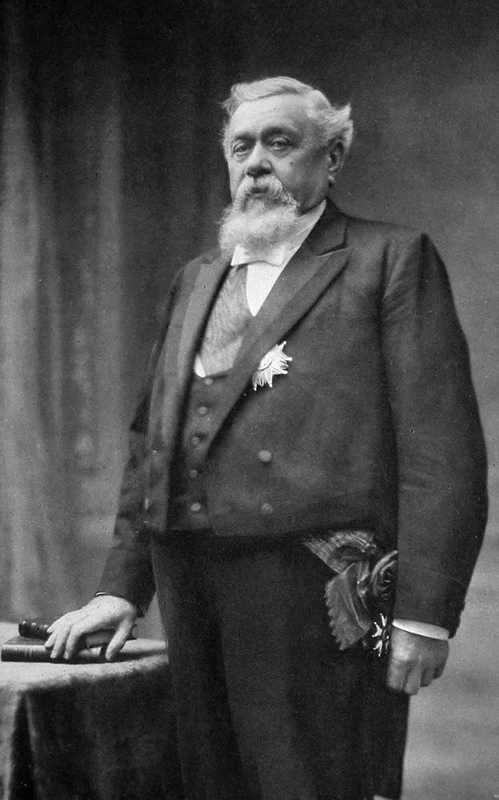
Armand Fallières
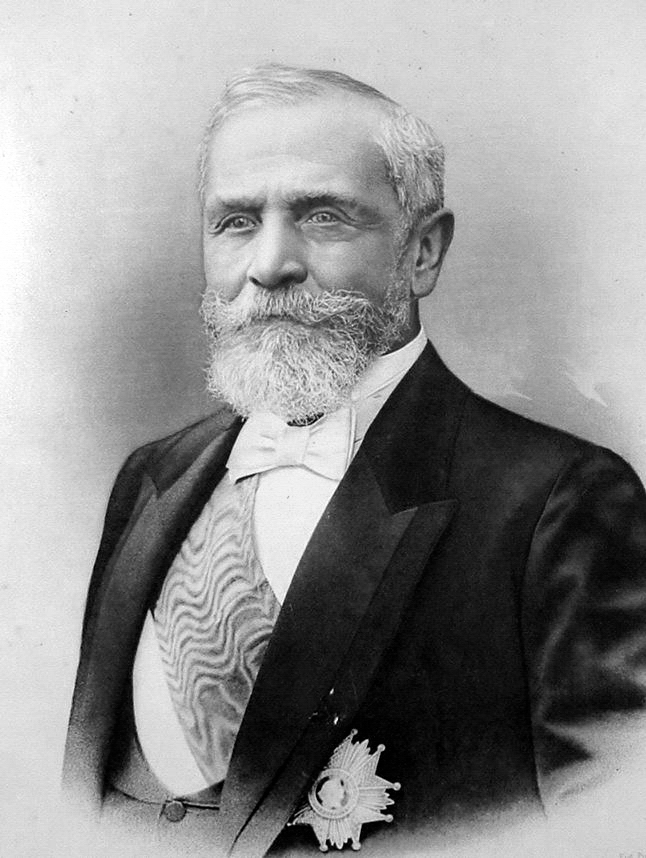
Émile Loubet
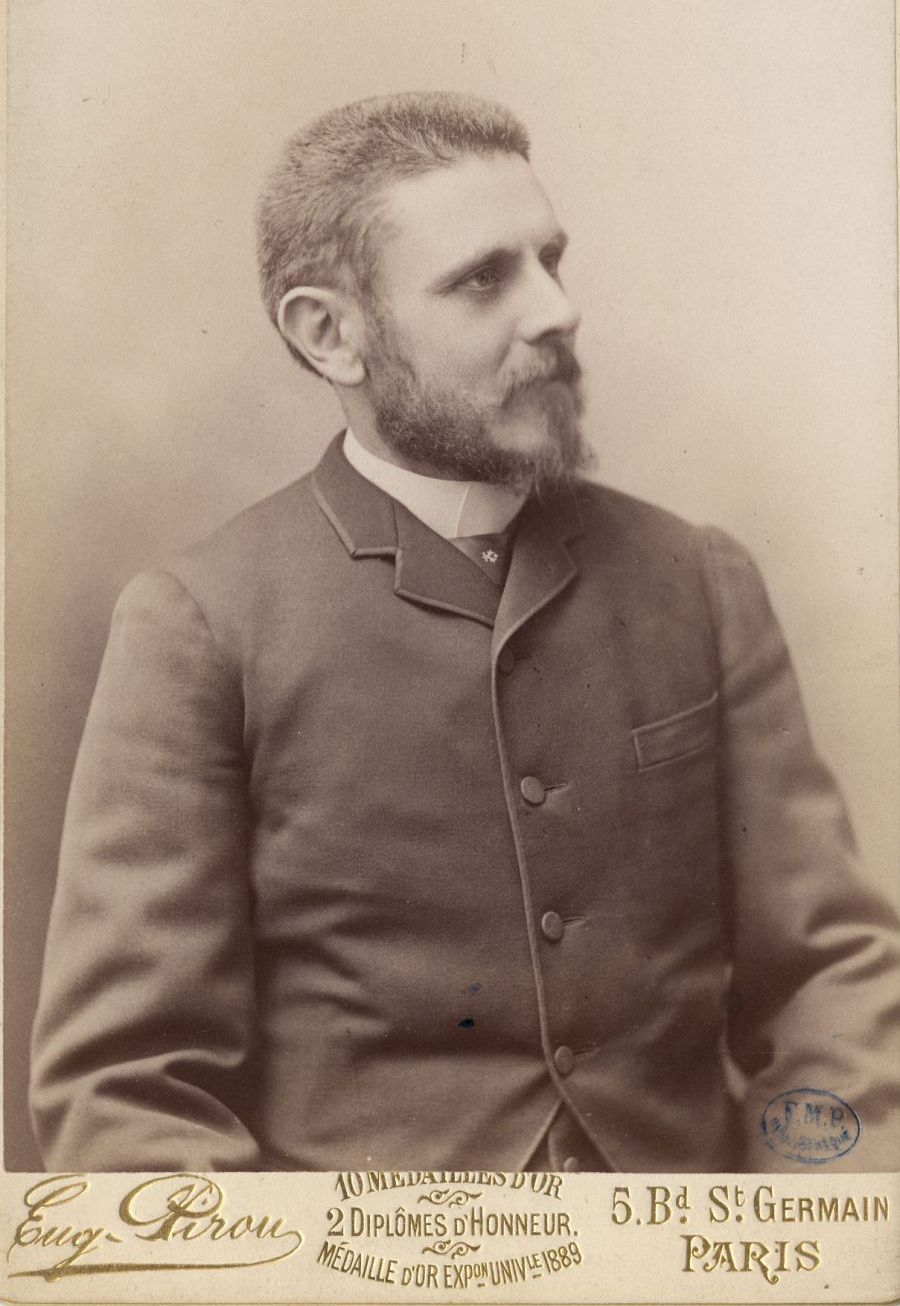
Pierre Marie
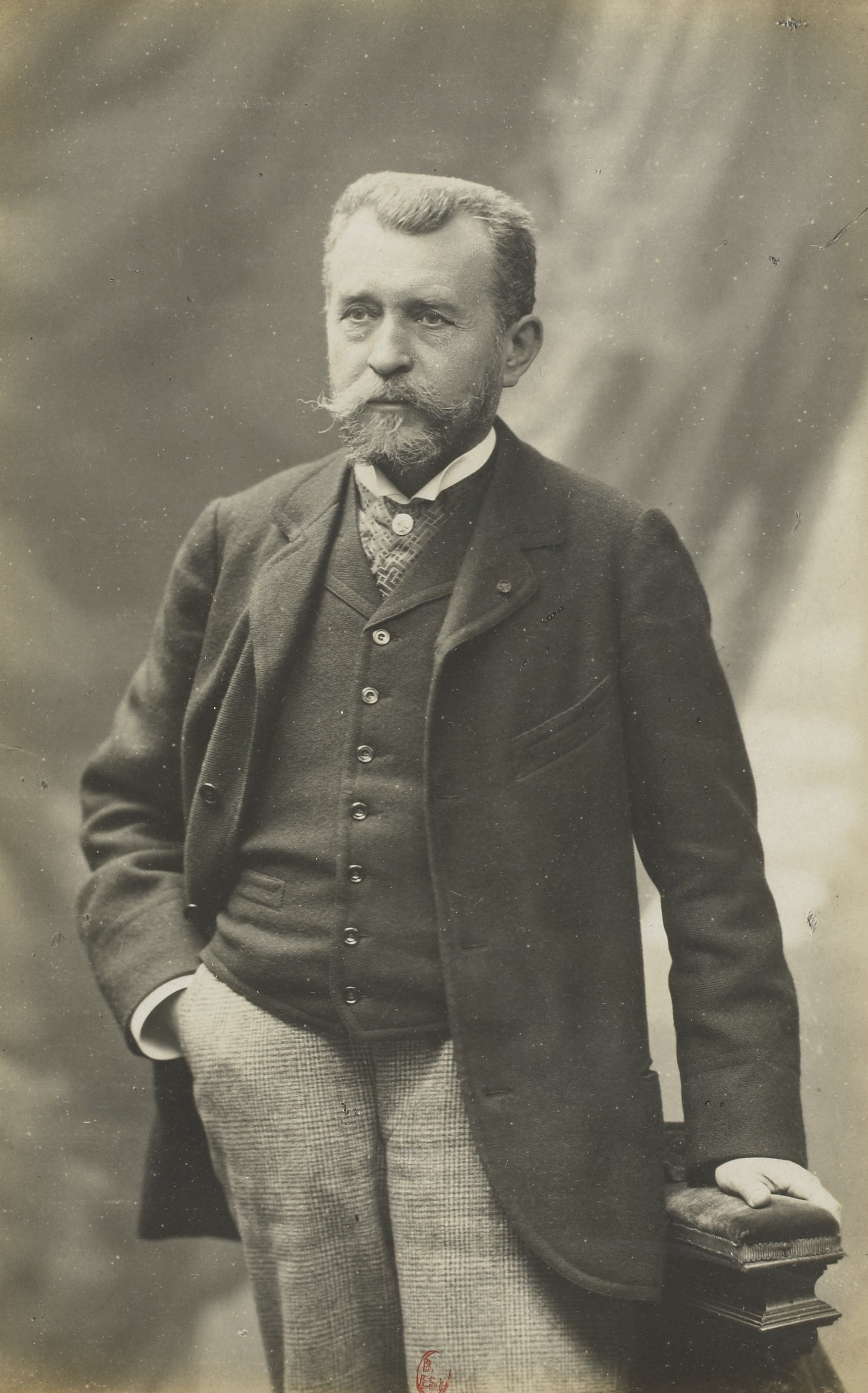
Joseph-Antoine Bouvard
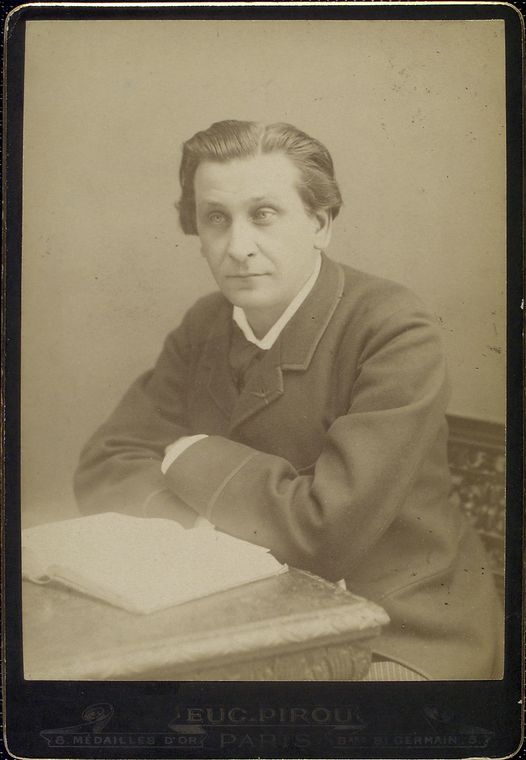
François Coppée
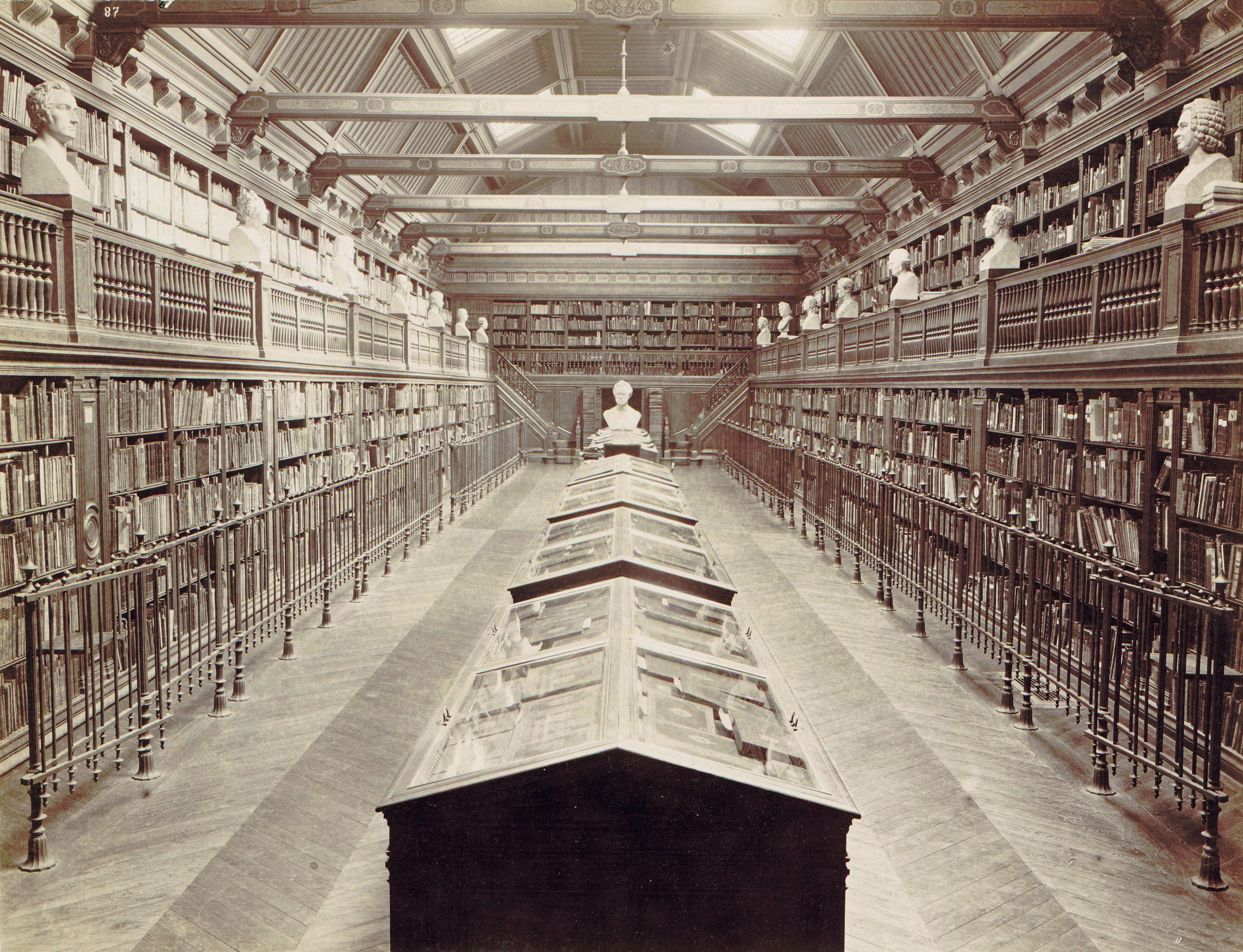
Biblioteca del Conservatoire national de musique (1895).
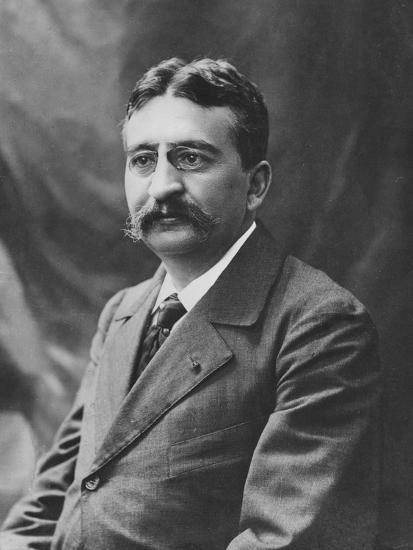
Stephen Pichon

## Publicacions
- Nos actrices chez elles, Paris, Fayard

## Filmografia
- Le Bain de la Parisienne

## Recompenses
- deu medalles d'or, inclosa una medalla d'or a l'Exposició Universal de París el 1889
- dos diplomes honorífics